# Gyromatic

Gyromatic Observatory Chronometer

Gyromatic (Kofferwort aus griechisch γύρος gyros, deutsch ‚Drehung‘ und englisch automatic) bezeichnet eine Modellreihe von Armbanduhren von Girard-Perregaux, die von 1957 bis 1979 hergestellt wurden.

## Eigenschaften
Gyromatic-Uhren waren Armbanduhren mit automatischen Aufzug. In den ersten Jahren war die Gyromatic mit den Kalibern der Serie 21 und 22 ausgestattet, deren Unruh eine Schwingfrequenz von 18.000 Halbschwingungen pro Stunde aufwies. Darauf folgten ab 1962 die Kaliber der Serie 32 mit einer Schwingfrequenz von 21.600 Halbschwingungen pro Stunde (mit Ausnahme von Kaliber 32.7 und 32A). Die Kaliber der Serien 32 und 42 basieren auf den Handaufzugskalibern AS 1687/1688 von Anton Schild. Der automatische Aufzug wurde gemeinsam mit den Firmen Doxa SA, Eberhard & Co., Favre-Leuba, Girard-Perregaux und Zodiac entwickelt.
Ab 1966 wurde die Gyromatic mit den Kalibern 32.7 (in kleiner Stückzahl) und 32A mit erhöhter Schwungfrequenz der Unruh von 36.000 Halbschwingungen pro Stunde herausgebracht, wodurch eine höhere Ganggenauigkeit des Gangreglers ermöglicht wurde. Diese Kaliber besaßen einen Durchmesser von 11,5 Linien. Diese Uhren wurden als Gyromatic HF bezeichnet (französisch haute fréquence ‚Hochfrequenz‘) und besaßen zudem eine Mikrometerstellschraube, eine Trockenschmierung (ohne Uhrenöl), eine Clinergic-21-Hemmung, eine Isoval-Spiralfeder der Unruh und einen monometallischen Unruhreif.

### Chronometer HF
In den Jahren 1966 und 1967 wurden 662 Armbanduhren mit dem Kaliber 32A hergestellt, basierend auf dem Gyromatic-Kaliber von 1957. Dieses Kaliber besaß eine erhöhte Schwingfrequenz. Alle 662 Uhren wurden an die Bureaux Officals de contrôle de la marche des montres (B.O.) gesendet, wo sie über fünfzehn Tage in sechs Positionen und drei Temperaturen geprüft und mit der Bemerkung besonders gute Resultate als Chronometer zertifiziert wurden und daher als Chronometer HF bezeichnet wurden. Die Gyromatic Chronometer HF wurde mit Uhrengehäusen in Edelstahl auf dem US-amerikanischen Markt für einen Preis zwischen $ 170 und $ 485 angeboten.

### Observatory Chronometer
Von diesen 662 Uhren wurden 40 ausgewählt und zur Zertifizierung beim Neuenburger Observatorium eingereicht, wo sie zusätzliche 40 Tage geprüft wurden. Diese 40 Uhren wurden allesamt vom Neuenburger Observatorium als Chronometer zertifiziert und anschließend als Girard Perregaux Observatory Chronometer bezeichnet. Die 40 Zertifizierungen stellten 73 % der im Jahr 1967 dort ausgestellten Zertifizierungen dar. Das Neuenburger Observatorium verlieh 1967 anlässlich seines hundertjährigen Bestehens einen Sonderpreis in Anerkennung der Ganggenauigkeit der eingereichten Gyromatic-Uhren.

### Folgende Modelle
Der Nachfolger des Kalibers 32A war ab 1968 das Kaliber 42, das eine erhöhte Gangreserve von über 40 Stunden und einen Sekundenstoppmechanismus aufwies. Dieses Kaliber basierte auf einem GP-exklusiven Kaliber von Anton Schild.
Anschließend wurden im Jahr 1970 die Kaliber 440 und 441 (beide 12,5 Linien) mit einer Schnelleinstellung der Datumsanzeige (Wechsel durch Drücken der Krone) entwickelt, basierend auf einem GP-exklusiven Kaliber von Anton Schild. Diese Kaliber besaßen keine Mikrometerstellschraube und wurden bis 1979 verwendet. Die Gyromatic mit Edelstahlgehäuse wurde 1974 für 520 Deutsche Mark angeboten.

### Quarzkrise
Ab 1969 entwickelte auch Girard-Perregaux Quarzuhrwerke und legte den bis heute gültigen Standard der Schwingfrequenz für Quarzuhrwerke von 32.768 Hertz fest. Die deutlich höhere Genauigkeit der Quarzuhrwerke führte ab 1969 zur Quarzkrise.